# Сын Монголии
«Сын Монголии» (монг. Монгол хүү) — советский художественный фильм, снятый в 1936 году режиссёрами Рафаилом Сусловичем и Ильёй Траубергом на студии Ленфильм.
Премьера фильма состоялась 17 июля 1936 года. Фильм был первым игровым монгольским фильмом, с которого началась история монгольского кинематографа. Снят советскими кинорежиссёрами при участии советской киногруппы и актёров из Улан-Батора.

## Сюжет
Фантазия на политические мотивы о борьбе пастуха с местными феодалами. Простак-пастух стремится добиться ответной любви девушки Дулмы, он отправляется на поиски сказочного сада, плоды которого, как гласит легенда, сделают его богатырём. Пастух ещё не знает, что попал в ловушку хитрых претендентов на руку и сердце Дулмы, которые отсылают его во Внутреннюю Монголию. Там герой оказывается в плену у японцев. И делает всё, чтобы героически сорвать заговор врага по вторжению в Монголию.

## В главных ролях
- Ч. Цэвээн — Цевен, пастух
- Б. Сосорбарам — Дулма
- Д. Ичинхорло — жена нойона
- Н. Цэгмэд — нойон
- Д. Гомбо — трактирщик Амгалан
- Б. Бат-Очир — Буяндалай
- Жигмит — монах
- Ир-Кан — советник нойона по иностранным делам
- Зула Нахашкиев — Гомбосурун, пастух

## Съёмочная группа
- Режиссёры: Рафаил Суслович, Илья Трауберг, Семён Деревянский (2-й режиссёр)
- Сценаристы: Борис Лапин, Лев Славин, Захар Хацревин
- Композиторы: Эдуард Грикуров, Николай Рабинович
- Художник: Игорь Вускович

За фильм «Сын Монголии» о борьбе простого пастуха за свое счастье режиссёр Илья Трауберг был удостоен правительством Монгольской Народной Республики высшей награды — ордена Трудового Красного Знамени.
В СССР фильм стал кинематографическим событием, его посчитали безусловным успехом в культурных и дипломатических отношениях между СССР и Монголией, а также режиссёрским успехом Ильи Трауберга. В «The New York Times» кинокартина после своего выхода была названа «событием года» и внесена в сотню лучших мировых фильмов. В 1941 году фильм был снят с экрана, а дублированный русский вариант не сохранился.